# Piotr Konieczka
Piotr Konieczka  (né le 29 avril 1901 à Czarże en Pologne - mort au combat le 1er septembre 1939 à Jeziorki) est un caporal de l'Armée polonaise, première victime polonaise de la Seconde Guerre mondiale.

## Biographie
Piotr Konieczka est né en Poméranie. Il s'installe avec sa famille à Brodna en Grande-Pologne où il achète une ferme de trois hectares. Il est mobilisé en printemps 1939. La nuit du 31 août au 1er septembre il sert dans un peloton qui est envoyé pour renforcer le poste-frontière de Jeziorki. Après une heure du matin, le poste est attaqué par un groupe de diversion de la cinquième colonne. Vers une heure quarante, Konieczka servant une mitrailleuse, est blessé et peu après tué à coups de crosse.
D'après les recherches de l'historien Zenon Szymankiewicz, Konieczka est la première victime de la guerre en Grande-Pologne et probablement de toute la Pologne. 
Le 14 septembre 2010 le caporal Piotr Konieczka a été décoré de la Croix de Chevalier de l'Ordre Polonia Restituta.

## Décorations
- Croix de chevalier de l'Ordre Polonia Restituta

## Postérité
Un monument à la mémoire du caporal Konieczka est érigé à Jeziorki.